# Нада Павловић
Нада Павловић (Алексинац, 2. март 1947) српска је џез певачица. Наступала је широм Европе са непуних 18 година и називали су је бела девојка са црним гласом.

## Биографија
Рођена је у Алексинцу, од оца Богосава Павловића и мајке Данице Петровић. Завршила је средњу музичку школу у Нишу, а Педагошку академију у Приштини, у издвојеном одељењу из Скопља. За почетак њене каријере се узима  1964. година, тачније тренутак када је победила на фестивалу Акорди Косова. Напустила је школовање како би наступала у Европи, најчешће у Немачкој и то у америчким официрским клубовима.
Ова певачица, која се тада определила за извођење џез репертоара, имала је прилику да наступа на неколико престижних локација широм света. Своје музичко умеће показивала је и у градовима као што су Лондон, Торонто и Осло, где је имала част да гостује у емисији Жозефине Бејкер.
Посебно значајан тренутак догодио се у клубу Атлантик у Базелу, где је имала прилику упознати младог музичара истог порекла — Силвестера Леваија. Силвестер је касније постао светски познат, свирајући у оркестру Амброса Села. Након тог сусрета сарађивали су у студију Силвестеровог брата Тибора Леваја, где су заједно снимили интерпретације класичних џез нумера. Овај сусрет и сарадња резултовали су снимцима који су оставили траг у свету џеза.
Већ тада је ова џез певачица стекла велику славу у европским и светским музичким круговима. Потврда тога је чињеница да је била једини уметник са ових простора којег је пратио престижни Биг бенд Дјука Елингтона, чији је вођа тада био Мерсер Елингтон, син самог Дјука Елингтона. Постигла је велики успех не само међу публиком, већ и међу музичарима с којима је наступала. Истакнути наступи обухватају сесије са тријом Чарлса Мингуса, Чиком Коријом и Ларијем Корјелом.
Добила је комплименте од Еле Фицџералд да поседује леп глас и Ела ју је пратила на клавиру приликом једног наступа. Такође је добила и понуду од бенда Boney M. да им се придружи, што је одбила. Арета Френклин је била импресионирана њеним наступом и упитала ју је где је научила тако лепо да пева.
Повратак у Београд није је спречио да и даље забавља публику, иако су је многе дискографске куће и медији бојкотовали због тога што је наступала по Европи забављајући Американце по камповима и официрским домовима. Ситуација је била таква да је добила само ангажман у клубу хотела Југославија. Ту је прилику да се сусретне са многима од њених претходних сарадника. По њиховим жељама поново је долазило до заједничког музицирања, што сведочи о њеном изузетном утицају и прилагођавању различитим музичким контекстима.
Тек када се вратила у домовину и тада је издала албум назива I am in a good mood for love. Наступала је у чувеном клубу хотела Југославија са Робертом Флек, а њене наступе тамо пратио је и француски шансоњер Шарл Азнавур.
Фестивал Нишвил јој је 2014. године доделио награду за животно дело.
Павловићева и даље наступа у београдским џез клубовима.

### Лични живот
Удала се за Михајла Јаковљевића, џез басисту. Имају двоје деце и четворо унучади.